# Борок (Урицкая волость)
Борок — деревня в Великолукском районе Псковской области России. Входит в состав сельского поселения «Пореченская волость».
Расположена на юге волости на берегу реки Ловать (юго-западнее озера Урицкое), в 58 км к югу от райцентра Великие Луки и в 15 км к югу от волостного центра Поречье.

## Население
Численность населения деревни составляет на 2000 год — 26 жителей, на 2010 год — 14 жителей.

## История
До 2005 года деревня входила в состав ныне упразднённой Урицкой волости.